# Вітольд Бялиніцький-Біруля
Вітольд Каетанович Бялиніцький-Біруля (біл. Вітольд Бялыніцкі-Біруля, Vitold Białynicki-Birula; *29 лютого 1872, с. Кринки, Аршанський повіт, Могильовська губернія, тепер Бєлиницький район Могильовської області — †18 червня 1957, Москва) — білоруський живописець-пейзажист. Розвивав традицію ліричного пейзажу кінця ХІХ століття.

## Біографія
Народився 29 лютого 1872 року в селі Кринках під Бєлиничами. За походженням — білорус. Батько був орендатором, служив у Дніпровському пароплавстві. Художню освіту здобув спочатку в Києві у школі малювання Миколи Мурашки (1885–1889), потім у Московському училищі живопису, скульптури та архітектури в Іларіона Прянішнікова, Сергія Коровіна, Миколи Неврова, Василя Полінова (1889–1896). Після навчання повернувся на батьківщину, де провів вісім плідних років, багато працюючи та виїжджаючи на вистави у Санкт-Петербург, Москву та Західну Європу.
Ще у період навчання, у 1890-ті рр., твори Бірулі викликали серйозну зацікавленість в аматорів художнього мистецтва. Так, полотно «Навакольле Пяцігорска» (1892) було придбане Павлом Третьяковим для його галереї.
Творчість В. Бялиніцького-Бірулі сильно пов'язана з особою відомого художника Ісака Левітана, який посприяв Вітольду Бірулі у виставковій справі. З 1897 року художник бере участь у виставах Московського об'єднання аматорів мистецтва і Московського товариства художників. З 1899 року представляв свої твори разом з Товариством пересувних мистецьких вистав, а в 1904 році став його повноцінним учасником.
Тричі — в 1934, 1935, 1938 роках — Біруля побував у заполяр'ї (Кольський півострів). Писав Баренцове море та Біле море, річку Цериберку, гори Хібіни, озеро Вудяр. Працював у місцях пов'язаних з творчістю Льва Толстого, Олександра Пушкіна та Петра Чайковського. У 1944 році працював в Архангельську, де проілюстрував пам'ятники давньоруської деревляної архідектури XVI—XVII ст.
У 1947 році В. Біруля повернувся у Білорусь. Тут був створений великий цикл етюдів і ряд картин; «Зелений травень», «Зазеленіли білоруські берізки», «Яблуні в квітні», «Білорусь. Знов зацвіла весна» й інші. Про своє ставлення до Білорусі В. Бірула писав:

Блукаючи з рушницею і фарбами полями, долинами і перелісками Білорусі, зустрічаючи і проводжаючи зорі біля вогнищ, ночуючи в лісі, прислухаючись до голосів природи, я глибше відчув її красу, навчився її розуміти.
— Анатоль Кудравец. Трое ў адным пакоі. Эсэ. — Мн : Дзеяслоў, 2002. — № 1.
Помер видатний пейзажист у 85 років в 1957 році в Москві, залишивши у спадок велику кількість своїх творів. Похований у Москві на Новодівочому кладовищі.

## Творчість
Полотна Бялицького-Бірулі вражають глядача емоційністю, певною мірою узагальнення, яке при цьому не шкодить контретеці місця. Пейзажист майстерно розробив ледве помітні деталі, характерні для тієї чи іншої частини доби, певної пори року. Картини та численні етюди відрізняються особливою тонкістю, м'якістю та неповторним ліризмом, глибиною сприйняття та передачі живої природи.
Творчість талановитого майстра викликала цікавість у видатного представника російського реалізму Іллі Рєпіна: 

На виставці, коли я дізнався, що немає Ваших картин, дуже засумував за Вами. Я так звик освіжати душу перед вашими живими подувами правди, простоти та свободи. І… я завжди з новим і більшим задоволенням дивлюся на Ваш пагорб, з хатами занесеними снігом; люблю ці беріжки, що білими краями віддзеркалюються в гірській річці.
— Репин. И. Письма. Москва, 1969, Т. 2, С. 263
Найбільша колекція робіт Вітольда Бялиніцького-Бірулі (444 полотна) знаходиться у Національному художньому музеї Республіки Білорусь. Також деякі його твори зберігаються в Москві (Державна Третьяковська галерея, приватна колекція), інших містах Росії, Україні, і Киргизстані.

## Нагороди та пам'ять
Народний художник Білорусі (1944) та РРФСР (1947). Почесний академік АН БРСР (1947), дійсний член Академії мистецтв СРСР (1947).
Після смерті його іменем назвали Бялиніцький художній музей, в Могильові працює музей Бялиніцького-Бірулі — філія Національного музею, де найповніше представлена творча спадщина художника.
У Могильові та Бєлиничах вулиці названі на честь художника.

## Галерея

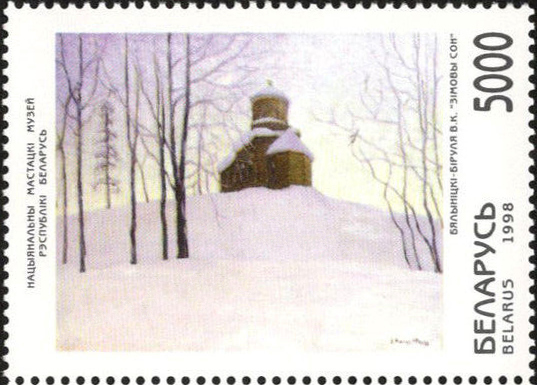
«Зімовы сон», 1911
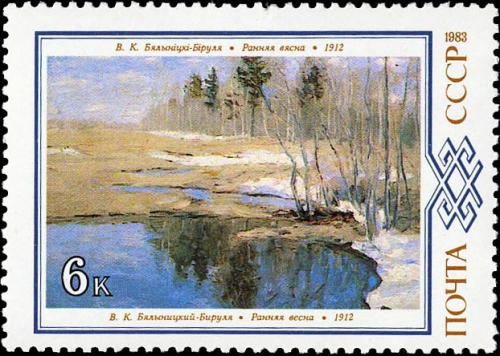
«Раньняя вясна», 1912